# Panzeria cobala
Panzeria cobala là một loài ruồi trong họ Tachinidae.